# Едуард Абазі
Едуард Абазі (алб. Eduard Abazi, нар. 29 січня 1968, Тирана) — албанський футболіст, що грав на позиції півзахисника, зокрема за «Динамо» (Тирана), хорватський «Хайдук» (Спліт), португальську «Академіку», а також за національну збірну Албанії.
Дворазовий володар Кубка Албанії. Володар Суперкубка Албанії. Чемпіон Албанії. Чемпіон Хорватії.

## Клубна кар'єра
Народився 29 січня 1968 року в місті Тирана. Вихованець футбольної школи клубу «Динамо» (Тирана). Дорослу футбольну кар'єру розпочав 1985 року в основній команді того ж клубу, в якій провів п'ять сезонів. За цей час ставав чемпіоном Албанії, двічі виборював титул володаря Кубка Албанії і одного разу — Суперкубка Албанії.
1990 року перейшов до «Хайдука» (Спліта). Відіграв за сплітську команду два сезони у чемпіонаті Югославії, після чого став 1992 року у її складі переможцем першого чемпіонату незалежної Хорватії.
Влітку 1993 року уклав контракт з португальською «Бенфікою». У системі нового клубу пограв лише за другу команду «Бенфіка Б», після чого був відданий в оренду до хорватського «Шибеника», а згодом до «Боавішти». У складі останньої непогано проявив себе на рівні португальської Прімейри, однак 1995 року знайшов варіант продовження кар'єри лише у друголіговій «Академіці» (Коїмбра).
Першу половину 1996 року провів в англійському «Манчестер Сіті», утім, так й не дебютувавши в офіційних іграх за його команду, повернувся до «Академіки», де провів ще три сезону.
Завершував ігрову кар'єру у португальській друголіговій команді «Маріалваш» у сезоні 1999—2000 років.

## Виступи за збірну
1985 року дебютував в офіційних матчах у складі національної збірної Албанії. Удруге у її формі вийшов на поле лише 1990 року, а загалом до 1997 року провів у формі національної команди 19 матчів, забивши 2 голи.
| Дата       | Місто         | Господарі         | Результат | Гості             | Турнір            | Голи | Примітки |
| ---------- | ------------- | ----------------- | --------- | ----------------- | ----------------- | ---- | -------- |
| 30-10-1985 | Тирана        | Албанія           | 1 – 1     | Греція            | Відбір до ЧС 1986 | -    | 46'      |
| 30-5-1990  | Рейк'явік     | Ісландія          | 2 – 0     | Албанія           | Відбір до ЧЄ 1992 | -    |          |
| 26-5-1991  | Тирана        | Албанія           | 1 – 0     | Ісландія          | Відбір до ЧЄ 1992 | 1    | 64'      |
| 16-10-1991 | Оломоуць      | Чехословаччина    | 2 – 1     | Албанія           | Відбір до ЧЄ 1992 | -    | 32'      |
| 29-1-1992  | Тирана        | Албанія           | 1 – 0     | Греція            | товариський матч  | -    |          |
| 22-4-1992  | Севілья       | Іспанія           | 3 – 0     | Албанія           | Відбір до ЧС 1994 | -    |          |
| 26-5-1992  | Дублін        | Ірландія          | 2 – 0     | Албанія           | Відбір до ЧС 1994 | -    |          |
| 3-6-1992   | Тирана        | Албанія           | 1 – 0     | Литва             | Відбір до ЧС 1994 | 1    | 39'      |
| 9-9-1992   | Белфаст       | Північна Ірландія | 3 – 0     | Албанія           | Відбір до ЧС 1994 | -    |          |
| 17-2-1993  | Тирана        | Албанія           | 1 – 2     | Північна Ірландія | Відбір до ЧС 1994 | -    | ЖК       |
| 22-9-1993  | Тирана        | Албанія           | 1 – 5     | Іспанія           | Відбір до ЧС 1994 | -    |          |
| 29-3-1995  | Тирана        | Албанія           | 3 – 0     | Молдова           | Відбір до ЧЄ 1996 | -    |          |
| 6-9-1995   | Тирана        | Албанія           | 1 – 1     | Болгарія          | Відбір до ЧЄ 1996 | -    |          |
| 7-10-1995  | Софія (місто) | Болгарія          | 3 – 0     | Албанія           | Відбір до ЧЄ 1996 | -    | 85'      |
| 14-8-1996  | Марусі        | Греція            | 2 – 1     | Албанія           | товариський матч  | -    |          |
| 9-10-1996  | Тирана        | Албанія           | 0 – 3     | Португалія        | Відбір до ЧС 1998 | -    | 82'      |
| 29-3-1997  | Гранада       | Албанія           | 0 – 1     | Україна           | Відбір до ЧС 1998 | -    |          |
| 2-4-1997   | Гранада       | Албанія           | 2 – 3     | Німеччина         | Відбір до ЧС 1998 | -    | 64'      |
| 7-6-1997   | Порту         | Португалія        | 2 – 0     | Албанія           | Відбір до ЧС 1998 | -    | 46' 55'  |
| Усього     |               | Матчів            | 19        |                   | Голів             | 2    |          |

## Титули і досягнення
- Чемпіон Албанії (1):

«Динамо» (Тирана): 1989-1990
- Володар Кубка Албанії (2):

«Динамо» (Тирана): 1988-1989, 1989-1990
- Володар Суперкубка Албанії (1):

«Динамо» (Тирана): 1989
- Чемпіон Хорватії (1):

«Хайдук» (Спліт): 1992